# Санта Луча I (Кјети)
Санта Луча I (итал. Santa Lucia I) је насеље у Италији у округу Кјети, региону Абруцо.
Према процени из 2011. у насељу је живело 377 становника. Насеље се налази на надморској висини од 212 м.